# 아르카 그디니아
아르카 그디니아(Arka Gdynia)는 폴란드에 있는 그디니아를 연고로 하는 축구 클럽이다. 이 팀은 1929년에 창단되었다.

## 선수 명단

### 현역
참고: FIFA 자격 규정에 따라 소속된 국가대표팀 국기를 표시합니다. 선수는 복수의 FIFA 비회원국 국적을 가지고 있을 수 있습니다.
| 번호 | 포지션 | 국적         | 이름                |
| ---- | ------ | ------------ | ------------------- |
| 2    | DF     |              | 마르크 나바로       |
| 4    | DF     | 슬로바키아   | 마르틴 도브로트카   |
| 8    | MF     | 코트디부아르 | 알라산 시디베       |
| 13   | DF     | 우크라이나   | 올렉산드르 아자츠키 |
| 29   | DF     |              | 미하우 마르차니크   |
| 40   | DF     | 우크라이나   | 볼로디미르 베레샤크 |
| 55   | MF     |              | 야누시 골           |

| 번호 | 포지션 | 국적 | 이름 |
| ---- | ------ | ---- | ---- |

## 역대 감독
| 감독                  | 임기        |
| --------------------- | ----------- |
| 체스와프 미흐니에비치 | 2008 ~ 2009 |